# Mikkel Faurholdt
Mikkel Faurholdt (født 1967) er en dansk journalist, kommunikationschef og tidligere spindoktor.[kilde mangler]
Faurholdt blev samfundssproglig student fra Haslev Gymnasium i 1986 og journalist fra Danmarks Journalisthøjskole i 1994.[kilde mangler]
Han har arbejdet som journalist ved Erhvervs-Bladet 1994-1995, ved dagbladet B.T. 1995-1996 og ved Morgenavisen Jyllands-Posten 1996-1999. Han var journalist ved Dansk Magisterforenings fagblad Magisterbladet fra 1999 til 2000, hvor han skiftede til kommunikationsbranchen. Fra 2000 til 2001 var han informationschef for TvDanmark, og fra 2002-2005 var han pressechef for Venstre (tiltrådte stillingen igen i seks måneder op til valget i 2011) og fra 2005-2007 var han særlig rådgiver/spindoktor for finansminister Thor Pedersen. Fra december 2007 til februar 2009 var han kommunikationschef i developervirksomheden Sjælsø Gruppen A/S.[kilde mangler] Herpå fulgte et par år som seniorrådgiver i Konsulenthuset Gunbak. Siden september 2012 selvstændig kommunikationsrådgiver i Faurholdt Kommunikation.
Mikkel Faurholdt var landssekretær i Konservativ Ungdom fra 1988 til 1990.[kilde mangler]